# かきこみTV
かきこみTV（かきこみテレビ）は、NHK教育テレビジョンで放送された投稿型視聴者参加型バラエティ番組である。

## 概要
小学5年生から中学3年生のこどもたちからの、インターネット上の番組ホームページへの書き込みをもとに制作された番組。
かきこみのできるメンバーは登録制で、小学5年生から中学3年生までなら誰でも登録申し込みができる。登録されると、番組ホームページにある複数の掲示板に書き込みをすることができる。また、メンバーを卒業した人の中で希望者は「言わせて掲示板」のみに書き込むことができる。現在、メンバーは全国に5000人以上いる。
番組ホームページにある掲示板は、「言わせて掲示板」「アート掲示板」「お笑い掲示板」「デル出る掲示板」「徒然掲示板」「ポエム掲示板」。
掲示板に書き込まれた「かきこみ」を番組で展開する方法は掲示板によって違い、「言わせて掲示板」は、毎回変わるテーマにかきこみをよせてもらい、出演者がかきこみを素材にスタジオトーク、「アート掲示板」は、みうらじゅんが担当し、寄せられたかきこみ（イラスト）に、一言ずつコメントをつけていくVTR。「お笑い掲示板」は、担当のますだおかだが、やはり、かきこみ（お笑いネタ）にコメントやリアクションをつけて紹介。「デル出る掲示板」は、山本晋也監督と金田美香が担当し、特技を持ったこどもたちに会いに行くロケコーナー。「ポエム掲示板」は、担当の佐藤江梨子出演のイメージVTR。「徒然掲示板」は、ROLLYがなんでもないかきこみに歌詞をつけて歌う。
2007年4月7日から土曜9時からの放送となり『土曜かきこみTV』となる。基本的には『金曜かきこみTV』を継承するが、放送時間が15分削減されたため、これまで番組対象年齢から外れても一部のコーナーに1年間書き込めた「OB・OG制度」が廃止された。このことは、番組ホームページで公表されていた。従来の出演者に加えて徒然掲示板管理者として紗綾が参加した。
2008年春の改編に伴って3月21日をもって終了した。これで、『金曜かきこみTV』時代を含めた「かきこみTV」シリーズ枠は5年の歴史に幕を下ろした。

## 放送時間
金曜かきこみTV（きんようかきこみテレビ、略称kktv）
- 放送期間：2003年4月11日 - 2007年3月16日
- 放送時間：毎週金曜日 19:00 - 19:45(JST)

土曜かきこみTV（どようかきこみテレビ、略称kktv）
- 放送期間：2007年4月7日 - 2008年3月22日
- 放送時間：毎週土曜日 21:00 - 21:30（JST）

## 出演者

### 司会者（金曜かきこみTV時代）
2003年度
- ROLLY
- 黒崎めぐみ（NHKアナウンサー）

2004年度〜2005年度
- ROLLY
- 安部みちこ（NHKアナウンサー）

2006年度
- ROLLY
- 與芝由三栄（NHKアナウンサー）

土曜かきこみTV
- ROLLY（「かきこみLIVE」も担当）
- 與芝由三栄（NHKアナウンサー、言わせて掲示板管理人も担当）

### 司会者（土曜かきこみTV時代）
以下は掲示板の管理権限は無いが、番組ではコメンテーター的立場で出演。
- ROLLY
- 山本晋也
- 金田美香
- 小俣のおっちゃん（お笑い掲示板「ダジャレでGO!」のVTRで登場。長らく素性が謎とされていたが、NHKのテレビカメラマンであることが番組内で明かされた）

### ナレーター
- 安井邦彦
- 浅田葉子

## 掲示板一覧

### メンバーのみが書き込める掲示板
- 言わせて掲示板
- 徒然掲示板

### 誰でも書き込める掲示板
- 出るデル掲示板
  - デル友
  - 山本カントクのおじゃましまーす
  - ガッチャレ（2004年度で終了）
- お笑い掲示板
- アート掲示板
- ポエム掲示板
- 徒然掲示板（のうち、スポーツ/音楽・芸能/テレビ・映画/文学/アニメ・マンガ/ゲーム/ファッション/その他）

上記の5つの掲示板は、書き込むためにメンバー登録する必要は無いので、自由に書き込めるが、あくまで小学5年生から中学3年生なので、大人は書き込むことはできない（なお全掲示板とも閲覧は自由〔要は、大人も閲覧できる〕）。

## 各掲示板の管理人・内容

### 出るデル掲示板
デル友（金田美香）
テレビに「出たい」「出したい」という人の情報を募集する掲示板。この掲示板の書き込みで、「これぞ」というかきこみが取材される。
山本カントクのおじゃましまーす（山本晋也）
映画監督の山本晋也が、新小学5年生〜中学3年生の自宅を訪ね、自慢の部屋や、趣味のコレクション、生活について、語り合うコーナー。デル友同様、これぞという書き込みが取材される。
ガッチャレ（藤村ちか・藤井悠）
掲示板で遊び・ゲーム等を募集し、採用された遊び・ゲームを全国の小中学生がチャレンジするコーナー。放送では、ゲームの紹介の後、全国の小中学校を管理人が訪問し、ゲームに参加する。2004年度にて終了。
- 歴代ゲーム
  - N字しりとり
30秒以内にできるだけしりとりを1人ずつリレー形式で行う（最後の1人まで行った場合はまた最初の人に戻る）。ただし、直前に設定された「N字」を含めた単語を言った場合はその時点で失敗。また、通常のしりとりの反則（最後に『ん』をつける、同じ単語を言う、しりとりとして不適切な言葉を言う[2]）を行っても失敗。30秒経過か失敗で終了し、失敗の原因となった単語を除くしりとりの回数が記録となる。
  - ハシダス5
    - このゲームのみ3人1組で挑戦（他のゲームは多人数で挑戦することのみが義務付けられており、人数に制限はない）。
    - ボウルが2つ用意され、片方の中に物が5個入っている。チャレンジャーは箸でその物を時間内にもう片方のボウルの中に移す。物は当初はゴムボール（最も大きいため一番楽）・ピンポン玉（大きさはあるが軽いため感覚をつかみにくい）・さいころ（大きさは中ぐらいで、四角いため難易度は低め）・クリップ（小さいためつかむのが困難）・碁石（小さい上非常に滑りやすいので難易度が高い）の五種類だったが、後に画鋲（小さいが、針の部分をつかめば楽）が追加され6種類になった。
    - 上記5種類（後期は6種類）の物からランダムに3種類が選ばれ、1人ずつ1種類（5個）の物を移していく。制限時間は1分で、制限時間内に全て移し終えられれば経過秒数が、移し終えられなければ移した個数が記録となる。

  - しりとりビンゴ
    - ランダムに選ばれた9文字が3×3の升目に配置されている。プレイヤーはしりとりを1人ずつリレー形式で（最後の1人まで行った場合はまた最初の人に戻る）していき、その升目に含まれている文字をできるだけしりとりの中で使う。
    - 使用した文字の升目を獲得でき、縦横斜めいずれかの列3つ全ての升目を埋めれば1ビンゴとなり10点獲得。最終的に全ての升目を使用するとボーナス20点を獲得できるため、事実上の最高点は100点である。
    - 制限時間は1分。時間内に獲得できた点数が、100点を獲得した場合は経過秒数が記録となる。

  - 2カーズ
    - 2枚文字カードがランダムに選ばれてスタート。この2枚に書かれている文字は必ず清音であり、2枚の文字は重複しない。
    - 書かれている2文字を両方とも使った言葉を1分以内に1人ずつリレー形式で（最後の1人まで行った場合はまた最初の人に戻る）できる限り言っていく。含まれている個数や順番によらず2文字とも含まれていれば正解としてカウントされる。「言葉」の範囲は広く、「のこのこ歩く」のような文章が正解として認められたケースもある。意味の分からない言葉や正しい仮名遣いは異なる言葉は不正解。また、文字カードに濁点・半濁点をつけた文字を使っても無効となる。
    - 時折文字カードのうち一方が真っ白なカードである場合がある。その場合は好きな文字をそこに入れて使うことができる。ただし、一度入れた文字は変更不可。また、入れられる文字は清音かつもう一方のカードに書かれていない文字に限られる。
    - 制限時間1分以内に言えた正解の数が記録となる。

### お笑い掲示板
- お笑いを書き込む掲示板。現在は“略語でドン!”と“ダジャレでゴー!”と”漢字はこう読め”と”言ってるつもり?”と“勝手にコマーシャル”と“マイ格言”を募集していて、ますだおかだが演じるB&S(ビー・アンド・エス)が管理人。
- ますだおかだは番組開始から2005年3月までは、「ボケル・スベル」として出演していた。
- 2006年6月17日には掲示板担当者が大古滋久ディレクターと判明。

### アート掲示板
アート作品を書き込む掲示板。管理人はみうらじゅん。現在は岡田圭右の“らくがお”と自由な発想で「虫」を描く“ブレイク虫”を募集している。水戸ナットーSAN、学級戦隊ブンボーグなどはこのコーナーから誕生した。
- らくがおのコーナーでは、数々の企画が行われた。
  - 「ローリー」の回は、顔に特殊メイクをほどこし、らくがおを再現。
  - 「山本晋也」の回は、セーターにらくがおを編みこんだものをプレゼント。
  - 「金田美香」の回は、渋谷の巨大スクリーンにらくがお映像を流すというドッキリ。
  - 「佐藤江梨子」の回は、真剣十代かぶり場と称し、しゃべり場をパロディ化したドッキリ。
  - 「増田英彦」の回は、プロレスラーになりたかった増田のために増田VS大賞候補作品のマスクをつけたプロレスラーとのバトルロワイヤルを行い最後に残ったマスク（大賞作品）をはがすと作者が現れるというドッキリ。
  - 「北村卓也（番組ディレクター）」の回は、大賞作品が印刷されたうちわ3000枚を北村が配った。
  - 「みのもんた」の回は、パリコレ風の会場を作り、会場の外壁一面に選ばれなかった「らくがお」が貼られていた。みのもんたが来場しショーが始まると会場に居たお客さん全員が「らくがおのお面」を被っていた。そしてパリコレ風にショーが始まると男性がらくがおのお面を付けて会場をパリコレの様に歩いていた。決してドッキリ系では無く、最後はみのもんた本人が最優秀作品を選んで終了した。

### ポエム掲示板
ポエムを書き込む掲示板。管理人は佐藤江梨子。

## テーマ曲
- オープニング:ROLLY「Rock'N' Roll TV Show（仮）」
  - 放送当時は一切CD化されていない未発表曲だったが、放送終了から2年後の2010年に発売されたCD「GOLDEN☆BEST ROLLY」にタイトルから「（仮）」を外して収録されている。
  - 本番組で使用する音源はAメロの一部歌詞やサビの「Rock'N' Roll TV Show」を「かきこみTV」に差し替えたワンコーラスのみのバージョンとなっている。

## その他
- 2004年4月9日から2007年3月2日までは前枠の番組『天才ビットくん』の末尾30秒（18:59:30 - 19:00:00）に『ビット』から本番組へ接続するためのクロスプログラム（基本番組表でのタイトルは『番組案内 「天才ビットくん・金曜かきこみＴＶ  おしらせ」』）が放送されていた。内容としてはROLLYが『天才ビットくん』の映っているTVモニター（このクロスプログラム用に収録されたいとうせいこうなどのレギュラーメンバーが出演する映像）を見ながら番組宣伝をするパターンが多かった。『天才ビットくん』が学校の長期休暇中や年度末にアニメ（『魔法少女隊アルス』など）の総集編を放送するため通常放送が休止だった回でも、『天才ビットくん』の実写ストーリーの映像をモニターに映した回もあった[4][5]。なお、2003年度は『天才ビットくん』（18:49まで）と本番組の間に『こども手話ウィークリー』（18:50 - 19:00）が放送されていたため、『天才ビットくん』終了後の18:49から1分間、スタジオから予告を生放送していた。
- 地上デジタル放送の023ch（サブチャンネル3）では、毎週木曜日22:00 - 22:45（JST）に20日前の放送が再放送されている。